# Aston Martin Valhalla
Aston Martin Valhalla är en sportbil som den brittiska biltillverkaren Aston Martin presenterade på Internationella bilsalongen i Genève i mars 2019. Serieproduktionen beräknas starta under 2025.
Aston Martin Valhalla är en laddhybridbil där den mittmonterade V8-motorn på 750 hk från Mercedes-AMG kompletteras med en elmotor på vardera hjulaxeln. Tillsammans ger de en systemeffekt på 950 hk. Det ska ge en acceleration från 0–100 km/h på 2,5 sekunder och en toppfart på 330 km/h. Räckvidden på ren eldrift uppges vara 15 km.